# 내일 (만화)
내일는 라마 작가가 매주 일요일마다 네이버 웹툰에서 연재 중인 웹툰이다.

## 줄거리
다 되는데 취업만은 안되는 취준생 최준웅(27세,남)  우연한 사고로 저승독점기업 주마등의 저승사자들을 만나게되고 특별 위기관리팀의 계약직 막내로 일하며 위기에 처한 사람들을 돕게 되는데.

## 등장 인물

### 주요 인물
- 최준웅 - 현재 27살. 주마등 위기관리팀 계약직. (혼수상태 3년뒤 가을(30살)까지 예정)
- 구 련 - (현)주마등 위기관리팀장.
- 임륭구 - 주마등 위기관리팀 대리.

## 에피소드 목록
| 시즌 1 (2017년 11월 25일 ~ 2021년 2월 13일) |                               |                               |                               |
| 순                                          | 회차                          | 제목                          | 비고                          |
| 1                                           | 1화                           | 그날                          |                               |
| 2                                           | 2화                           | 근로계약                      |                               |
| 3                                           | 3화~11화                      | 낙화                          |                               |
| 4                                           | 12화~15화                     | 저승탐방                      |                               |
| 3                                           | 16화~22화                     | 시간의 숲                     |                               |
| 4                                           | 23화~35화                     | 나무                          |                               |
| 5                                           | 36화~49화                     | 미스코리아                    |                               |
| 6                                           | 50화~59화                     | 넋은 별이 되고                |                               |
| 7                                           | 59화~69화                     | 숨                            |                               |
| 8                                           | 70화~85화                     | 서쪽하늘                      |                               |
| 9                                           | 87화~95화                     | 언젠가 너로 인해              |                               |
| 10                                          | 96화~103화                    | 시차                          |                               |
| 11                                          | 104화~118화                   | 끝인사                        |                               |
| 12                                          | 120화~133화                   | 나의 사춘기에게               |                               |
| 13                                          | 134화~143화                   | 봄                            |                               |
| 14                                          | 144화~151화                   | 하늘바라기                    |                               |
| 15                                          | 152화~162화                   | 들쥐떼들                      |                               |
| 16                                          | 163화~179화                   | 꿈을 꾼다                     |                               |
| 17                                          | 180화~194화                   | 바람꽃                        |                               |
| -                                           | 시즌 1 후기 (2021년 2월 20일) | 시즌 1 후기 (2021년 2월 20일) | 시즌 1 후기 (2021년 2월 20일) |
| 시즌 2 (2021년 5월 1일 ~ 연제중)            |                               |                               |                               |
| 18                                          | 195화~203화                   | 교실이데아                    |                               |
| 19                                          | 204화~218화                   | 서커스                        |                               |
| 20                                          | 219화~241화                   | 함께                          |                               |
| 21                                          | 242화~262화                   | 어른                          |                               |
| 22                                          | 243화~281화                   | 검은강                        |                               |
| 23                                          | 282화~                        | 남아주세요                    |                               |